# Кукурузеній-де-Сус
Кукурузеній-де-Сус (рум. Cucuruzenii de Sus) — село в Оргіївському районі Молдови. Входить до складу комуни, адміністративним центром якої є село Кріхана.

## Населення
За даними перепису населення 2004 року у селі проживали 569 осіб.
Національний склад населення села:
| Національність       | Кількість осіб | Відсоток   |
| -------------------- | -------------- | ---------- |
| молдавани румуни     | 529 20         | 93,0% 3,5% |
| росіяни              | 9              | 1,6%       |
| українці             | 5              | 0,9%       |
| гагаузи              | 1              | 0,2%       |
| болгари              | 1              | 0,2%       |
| інша / без відповіді | 4              | 0,7%       |
| Всього               | 569            | 100%       |